# Dolichopsis
Genre
Dolichopsis est un genre de plantes à fleurs dicotylédones de la famille des Fabaceae, sous-famille des Faboideae, originaire d'Amérique du Sud, qui comprend trois espèces acceptées.

## Liste d'espèces
Selon The Plant List (7 novembre 2018) :
- Dolichopsis ligulata (Piper) A. Delgado
- Dolichopsis monticola (Mart. ex Benth.) J.A. Lackey ex G.P. Lewis
- Dolichopsis paraguariensis Hassl.